# 梁維本
梁維本（？—1650年，字立甫，京師真定府真定縣（今河北省石家莊市正定縣）人，清朝政治人物。梁夢龍之孫、梁忠之子。
天啟元年，鄉試中舉。清軍入關后歸順，順治元年，擔任中書舍人。順治二年，任禮科給事中。順治三年，任刑科右給事中，次年任會試同考官、戶科左給事中，升任禮科都給事中。有子梁宏明。